# Alcañiz (kommunhuvudort)
Alcañiz (occitanska: Alcanyiz) är en kommunhuvudort i Spanien.   Den ligger i provinsen Provincia de Teruel och regionen Aragonien, i den östra delen av landet, 300 km öster om huvudstaden Madrid. Alcañiz ligger 346 meter över havet och antalet invånare är 16 392.
Terrängen runt Alcañiz är lite kuperad. Runt Alcañiz är det glesbefolkat, med 14 invånare per kvadratkilometer. Alcañiz är det största samhället i trakten. Trakten runt Alcañiz består till största delen av jordbruksmark.